# Jacques Périer
Pour les autres membres de la famille, voir Famille Casimir-Perier.
Jacques Albert Casimir Périer, né à Paris 10e le 19 novembre 1904 et mort à Nogent-sur-Marne le 18 juillet 1977, est un homme politique français de la Quatrième République.

## Biographie
Jacques Périer est le fils de Maurice Casimir-Périer, avocat à la cour, et de Marcelle de Montaigut.
Il est Secrétaire général de la Confédération générale des cadres de l'Économie française de 1936 à 1940.
Conseiller de l'Union française de 1947 à 1958, il est le questeur de cette assemblée et y dirige le groupe parlementaire de l'Union des gauches républicaines (G.R). 
Il est sous-secrétaire d'État à la Présidence du Conseil du 17 juin 1957 au 6 novembre 1957.